# Juan Carlos Sainz-Borgo
Juan Carlos Sainz-Borgo (6 de noviembre de 1969, Caracas, Venezuela) es un jurista venezolano-español especializado en temas de  derecho internacional. Profesor y conferencista en medios académicos de Latinoamérica y Europa, ha ejercido funciones diplomáticas en Venezuela y de gobierno universitario en la Universidad para la Paz de la Organización de las Naciones Unidas. 

## Carrera profesional y vida personal
Recibió el título de abogado en la Universidad Central de Venezuela en 1992 cuando ya formaba parte del equipo de trabajo de la Comisión presidencial de asuntos fronterizos colombo-venezolanos dirigida por Ramón J. Velásquez en la cual ejerció como Secretario Ejecutivo en 1993. Fue subdirector del Instituto de Altos Estudios Diplomáticos “Pedro Gual” del  Ministerio de Relaciones Exteriores de Venezuela. Obtuvo el grado de Magister en Políticas Públicas por la Universidad de Oxford en 1998 y el doctorado en Ciencias Jurídicas en 2006 por la Universidad Central de Venezuela. En el año 2023 fue designado como Vicerrector de la Universidad para la Paz con sede en  San José, Costa Rica.
Juan Carlos Sainz Borgo es hijo del jurista experto en derecho laboral Carlos Sainz Muñoz y hermano de la escritora Karina Sainz Borgo.

## Trayectoria académica
Sainz Borgo ha ejercido como profesor titular en la Universidad Central de Venezuela de Caracas, en la Universidad del Rosario y en la Universidad Sergio Arboleda ambas en Bogotá, en la Universidad Javeriana de Cali y en la Universidad para la Paz de la Organización de las Naciones Unidas en Costa Rica.
Forma parte del Directorio de la Fundación Peace-Nexus. y es miembro fundador y codirector del Berg Institute orientado a la protección de los Derechos Humanos y la divulgación del Derecho Internacional Humanitario.
Entre 2014 y 2017 fue el director del proyecto “Formación de Jueces, Fiscales y Defensores Públicos” en Honduras.

## Publicaciones académicas
Entre sus publicaciones se encuentran:
- La gobernanza regional latinoamericana: Caso migración de Venezuela. En, Sainz Borgo, Juan Carlos (Editor) La gobernanza regional migratorio y el entorno político intra y extra-regional. Cuadernos de la Red Académica del Proceso de Quito. Red Académica del Proceso de Quito. ACNUR-OIM. San Jose, 2024

- Movimiento de personas en el siglo XXI. Un desafío entre la realidad y los derechos humanos.[9]

- Advances in International Law and Jurisprudence: Enhancing the Role of the Judiciary in the Rule of Law. Editor. Elias Clark Group. Australia. 2017. ISBN-10: 0992540941. .[10]